# Necropoli del Vallone San Lorenzo
La Necropoli del Vallone San Lorenzo è una necropoli umbro-etrusca sita nei pressi di Montecchio in provincia di Terni.

## Descrizione
La necropoli, una delle più vaste dell'Umbria, che doveva afferire ad un importante centro abitato ancora non individuato, ha restitutio oltre 3.000 sepolture nella roccia, nella gran parte dei casi costituite da un corridoio d'accesso, e da una stanza quadrangolare. In alcuni casi le tombe sono costituite da due stanze, una destinata ai corpi, e l'altra ai corredi votivi.
I ritrovamenti attestano sepolture che coprono in maniera continuativa un periodo che va dal VII secolo a.C., fino al III secolo a.C., quando il sito dovette essere abbandonato.